# HAT-P-11 b
HAT-P-11 b (или Kepler-3 b) — экзопланета, вращающаяся вокруг звезды HAT-P-11. Планета была открыта транзитным методом. Открытие было опубликовано 2 января 2009 года.
Планета находится на расстоянии 123 световых лет от Земли в созвездии Лебедя. Обращается вокруг оранжевого карлика HAT-P-11 спектрального класса K4. На момент открытия эта планета была самой маленькой по массе среди планет, открытых транзитным методом. Её радиус составляет 5 радиусов Земли, однако она превосходит по массе Глизе 436 b, чья масса равна приблизительно 26 массам Земли. Расстояние между планетой и её звездой приблизительно равно расстоянию между 51 Пегаса b и 51 Пегаса, что типично для транзитных планет. Орбита планеты имеет эксцентриситет 0,198, необычно большой для горячих Нептунов. На данный момент система HAT-P-11 исследуется телескопом Кеплер.
Наблюдаемые изменения радиальной скорости материнской звезды могут быть результатом наличия в системе ещё одной не открытой планеты.
По предварительным оценкам температура поверхности равна 878 ± 15K.